# حوزه انتخابیه هفدهم ایلینوی
حوزه انتخابیه هفدهم ایلی‌نوی یک حوزه انتخابیه مجلس نمایندگان آمریکا است که در ایالت ایلی‌نوی قرار دارد.